# Atractus occipitoalbus
Atractus occipitoalbus är en ormart som beskrevs av Jan 1862. Atractus occipitoalbus ingår i släktet Atractus och familjen snokar. Inga underarter finns listade.
Arten förekommer i Ecuador och i södra Colombia vid Andernas östra sluttningar. Den lever i regioner som ligger 300 till 1000 meter över havet. Habitatet utgörs av regnskogar och av galleriskogar. Denna orm äter främst daggmaskar och andra maskar. Atractus occipitoalbus gömmer sig ofta i lövskiktet, under stenar eller under träbitar som ligger på marken. Honor lägger ägg.
I Colombia hotas beståndet av gruvdrift och av skogens omvandling till samhällen. Dammbyggnader som ska etableras i Ecuador kommer påverka populationen negativ. IUCN listar arten som sårbar (VU).